# Bagnaria Arsa
Bagnaria Arsa is een gemeente in de Italiaanse provincie Udine (regio Friuli-Venezia Giulia) en telt 3491 inwoners (31-12-2004). De oppervlakte bedraagt 19,1 km², de bevolkingsdichtheid is 183 inwoners per km².
De volgende frazioni maken deel uit van de gemeente: Campolonghetto, Castions delle Mura, Privano, Sevegliano.

## Demografie
Bagnaria Arsa telt ongeveer 1332 huishoudens. Het aantal inwoners steeg in de periode 1991-2001 met 0,5% volgens cijfers uit de tienjaarlijkse volkstellingen van ISTAT.
| Jaar | Inwoneraantal |
| ---- | ------------- |
| 1991 | 3412          |
| 2001 | 3428          |

## Geografie
De gemeente ligt op ongeveer 3-22 m boven zeeniveau.
Bagnaria Arsa grenst aan de volgende gemeenten: Aiello del Friuli, Cervignano del Friuli, Gonars, Palmanova, Torviscosa, Visco.